# Idylle (Koechlin)
Pour les articles homonymes, voir Idylle (homonymie).
Idylle, op. 155bis, est une œuvre pour deux clarinettes (ou violon et alto) de Charles Koechlin composée en 1936.

## Présentation
L'Idylle de Koechlin est composée en mai 1936 et publiée la même année par Le Chant du monde.
L'œuvre, d'une durée moyenne d'exécution d'une minute quarante-cinq environ, consiste en un duo pour deux clarinettes (ou un violon et un alto).
Le musicologue Robert Orledge qualifie la partition de « pièce simple, brève et fluide [...], en quelque sorte le pendant de la Sonatine modale (op. 155 a) pour flûte et clarinette ».
Le morceau porte le numéro d'opus 155bis dans le catalogue des œuvres de Charles Koechlin, l'op. 155a étant la Sonatine modale.

## Discographie
- Charles Koechlin : Musique de chambre, CD 1, Dirk Altmann (clarinette) et Rudolf König (clarinette), SWR Music SWR19047CD, 2017[5],[6].

### Monographies
- Aude Caillet, Charles Koechlin : L'Art de la liberté, Anglet, Séguier, coll. « Carré Musique », 2001, 214 p. (ISBN 2-84049-255-5).
- Robert Orledge, Charles Koechlin (1867-1950) His Life and Works, Harwood Academic Publishers, 1989, 457 p. (ISBN 3-7186-4898-9).